# Чёрно-белая амадина
Чёрно-белая амадина, или блестящая сорочка (лат. Spermestes bicolor) — вид птиц семейства вьюрковых ткачиков отряда воробьинообразных.

## Ареал
Чёрно-белые амадины распространены в западной и центральной Африке, доходят до Уганды.

## Образ жизни
Населяют саванны, субтропические и тропические лесные низменности, обычно недалеко от водотоков. Держатся небольшими стайками, 30—40 особей. Питаются семенами трав и насекомыми.

## Размножение
В кладке 3—5 яиц. Чередуясь в течение дня, яйца насиживают обе птицы. В возрасте 16 дней птенцы, уже вполне самостоятельные, покидают гнездо.